# الاتحاد الدولي للمقاصة
الاتحاد الدولي للمقاصة (ICU)، كان من أحد المؤسسات التي تم اقتراح إنشائها لعام 1944 في مؤتمر الأمم المتحدة النقدي والمالي في بريتون وودز، نيو هامبشاير، في الولايات المتحدة، من قبل الاقتصادي البريطاني جون مينارد  كينز. هدفها كان وضع تنظيم لتبادل العملات، وهو دور يقوم به صندوق النقد الدولي في نهاية المطاف.
الاتحاد الدولي للمقاصة (ICU) سيكون بنك عالمي الذي سيكون دوره تخليص التجارة بين الدول، وأيضًا للتبادل التجاري مع كل الدول كعضو. جميع التجارات العالمية ستكون مقومة بوحدة حساب خاص، البنك المقترح. كان من المفترض أن يكون لبانكور سعر صرف ثابت مع العملات الوطنية، وكان من الممكن استخدامه لقياس الميزان التجاري بين الدول. ستضيف السلع المصدرة بنوكًا إلى حساب الدولة، بينما تطلع السلع المستوردة منها. كل الدول سيتم تحفيزها للحفاظ على رصيد بانكور الخاص بها بالقرب من الصفر بإحدى الطريقتين: في حالة وجود رصيد بانكور إيجابي للغاية، سيتم أخذ جزء من فائضها وتطبيقه على الصندوق الاحتياطي لاتحاد المقاصة. في حالة وجود رصيد بانكور سلبي للغاية، سيتم تخفيض سعر صرف عملتهم، مما يجعل الواردات أكثر تكلفة والصادرات أرخص. وبهذه الطريقة سيتم تشجيع الدول على شراء منتجات الدول الأخرى.
الذهب والعملة الوطنية لن يتم استخدامهم في التجارة الدولية ولم يعد ينتقل بين البلدان.

## وصلات خارجية
- اتحاد المقاصة الدولي ، House of Lords Hansard ، 18 May 1943 vol. 127 سي سي 520-64.
- جورج مونبيوت في اتحاد المقاصة الدولي